# Pośredni Awen
 Pośredni Awen – schronisko (mała jaskinia) na orograficznie prawym zboczu Doliny Szklarki, w obrębie miejscowości Szklary, w województwie małopolskim, w powiecie krakowskim, w gminie Jerzmanowice-Przeginia.
Znajduje się u wschodniego podnóża Skały Bukowej, około 6 m na północny wschód od zamontowanego na niej krzyża. Ma głębokość 4,2 m i na poziomie gruntu nieregularny otwór o długości 1,9 m i szerokości 0,5 m. Od otworu prowadzi w dół pochyła szczelina do studni o rozmiarach około 1 m × 0,5 m × 2,3 m. Niżej znajduje się przekop pogłębiający studnię. Kończy się on w dole niemożliwą do przejścia szczeliną, która prawdopodobnie łączy się z Szerokim Awenem. Dowodem może być silny i ciepły wypływ powietrza z dna. Drugi taki wypływ ciepłego powietrza występuje zimą w lesie w odległości kilkunastu metrów od otworu Szerokiego Awenu.
Jest to studnia krasowa (awen), który powstał w wapieniach z jury późnej na szczelinie skalnej, która później uległa rozszerzeniu. Ma bardzo kruche ściany, namulisko tworzą odpadłe ze ścian okruchy skalne, gleba i liście nawiane przez wiatr. Schronisko jest wilgotne, jego klimat jest uzależniony od środowiska zewnętrznego. Ściany i dno porastają mchy i glony. Latem przy długotrwałej suchej pogodzie częściowo przysychają, ale odżywają zimą dzięki ciepłemu powiewowi powierza. Ze zwierząt obserwowano pająka sieciarza jaskiniowego (Meta menardi) i owady.

## Historia poznania i eksploracji
Schronisko prawdopodobnie znane było od dawna, ale w literaturze nie było opisywane. Po raz pierwszy możliwość jego istnienia przewidział A. Górny w styczniu 1992 r., obserwując miejsce z wytopionym śniegiem nad skalnym rumoszem. Od stycznia 1998 r. grotołazi odgruzowali schronisko, musieli jednak przerwać prace wskutek interwencji właściciela terenu. W 1999 r. J. Nowak wykonał plan jaskini. I. Luty w lipcu 2014 r. zaktualizowała pomiary. Stwierdziła, że szczeliny na dnie schroniska uległy zasypaniu gruzem.

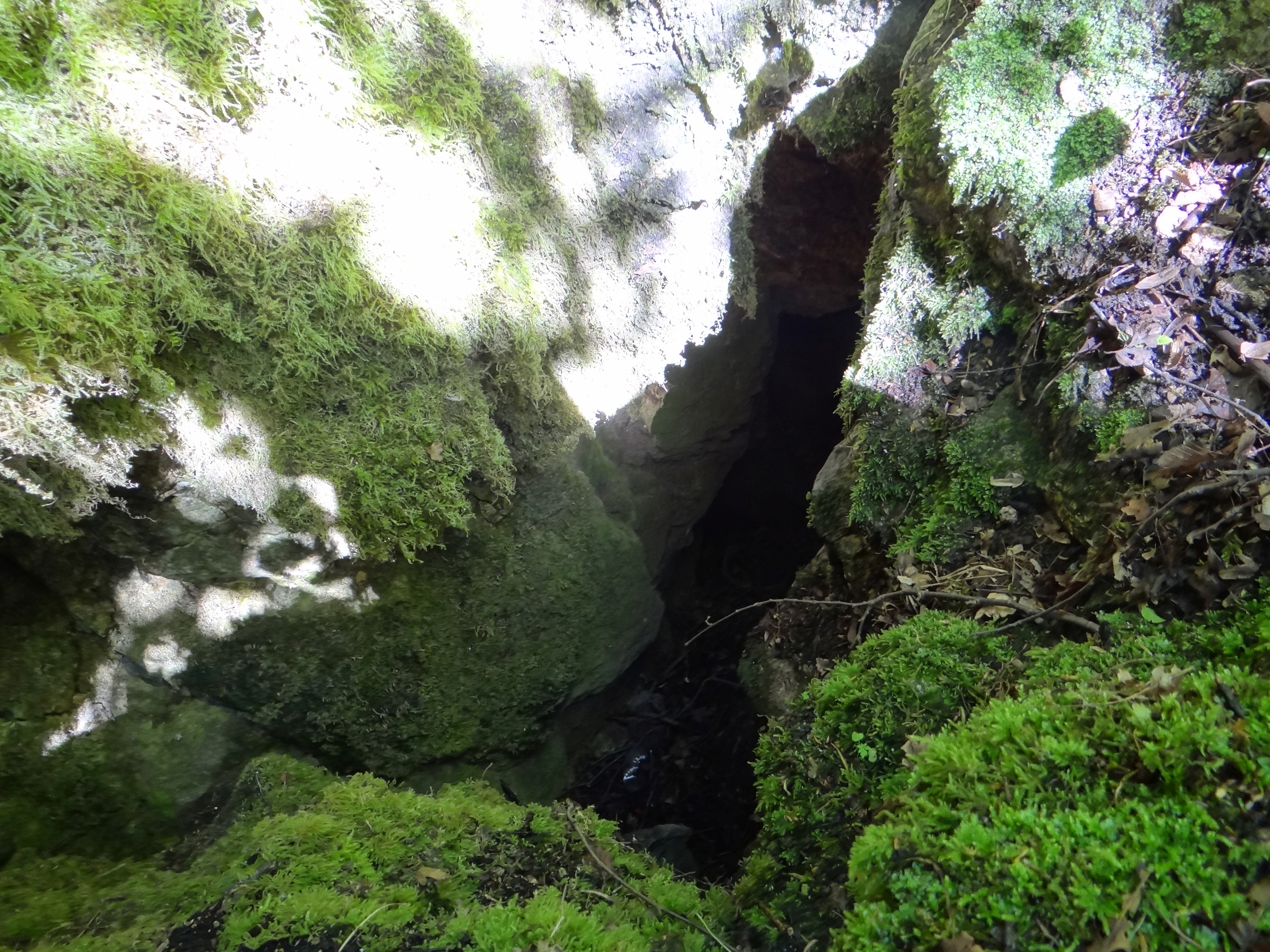
Otwór